# Álvaro Enrigue
Álvaro Enrigue (Guadalajara, 6 agosto 1969) è uno scrittore messicano.

## Biografia
Álvaro Enrigue è nato nel 1969 a Guadalajara, nel Messico centroccidentale e vive a New York con la moglie, la scrittrice Valeria Luiselli.
Ha studiato comunicazione all'Universidad Iberoamericana Ciudad de México e in seguito si è specializzato in letteratura latinoamericana all'Università del Maryland con una tesi che pubblicherà nel 2013 con il titolo Valiente clase media.
Incluso nel 2007 nel progetto “Bogotá 39” che raccoglie i 39 scrittori più promettenti under 40 dell'America Latina, nel 2013 è stato insignito del prestigioso Premio Herralde con il romanzo Morte improvvisa.
Insegnante presso la Columbia University e l'Università di Princeton, suoi articoli sono apparsi in quotidiani e riviste quali n+1 e The Believer.

## Opere principali

### Romanzi
- La morte di un artista[7] (La muerte de un instalador, 1996), Roma, La Nuova Frontiera, 2018 traduzione di Gina Maneri ISBN 978-88-8373-327-7.
- El cementerio de sillas (2002)
- Vidas perpendiculares (2008)
- Decencia (2011)
- Morte improvvisa[8] (Muerte súbita, 2013), Milano, Feltrinelli, 2015 traduzione di Irina Bajini ISBN 978-88-07-03156-4.
- Il sogno [Tu sueño imperios han sido], traduzione di Pino Cacucci, Feltrinelli Editore, 2024  [2022], ISBN 9788807035807.

### Racconti
- Virtudes capitales (1998)
- Hipotermia (2005)
- Un samurái ve el amanecer en Acapulco (2013)

### Saggi
- Valiente clase media (2013)

## Alcuni riconoscimenti
- Premio Joaquín Mortiz: 1996 per il romanzo La morte di un artista
- Premio Herralde: 2013 per il romanzo Morte improvvisa
- Premio Ciudad de Barcelona: 2013 per il romanzo Morte improvvisa
- Premio Elena Poniatowska: 2014 per il romanzo Morte improvvisa